# International Gymnastics Hall of Fame

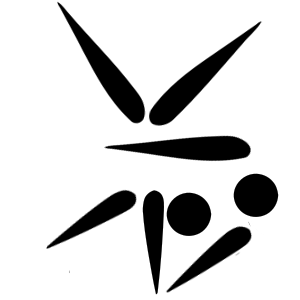
Pictogramme représentant l'IGHoF.

L'International Gymnastics Hall of Fame, abrégé « IGHOF », ou Temple de la renommée de la gymnastique en français, est un temple de la renommée faisant honneur aux personnalités ayant marqué l'histoire de la gymnastique. Il est situé aux États-Unis à Oklahoma City, après avoir été situé à Oceanside en Californie de sa création en 1986 à 1997.

## Liste des membres
| Nom                             | Pays               | Année d'entrée |
| ------------------------------- | ------------------ | -------------- |
| Shawn Johnson                   | États-Unis         | 2019           |
| Maria Filatova                  | Union soviétique   | 2019           |
| Ivan Ivankou                    | Biélorussie        | 2019           |
| Li Xiaopeng                     | Chine              | 2019           |
| Nastia Liukin                   | États-Unis         | 2018           |
| Andreea Răducan                 | Roumanie           | 2018           |
| Paul Hamm                       | États-Unis         | 2018           |
| Shun Fujimoto                   | Japon              | 2017           |
| Oksana Chusovitina              | Ouzbékistan        | 2017           |
| Aleksey Nemov                   | Russie             | 2017           |
| Alicia Sacramone                | États-Unis         | 2017           |
| Elena Zamolodchikova            | Russie             | 2015           |
| Valery Belenky                  | Azerbaïdjan        | 2015           |
| Jackie Fie (en)                 | États-Unis         | 2014           |
| Klaus Köste                     | Allemagne de l'Est | 2014           |
| Li Yuejiu                       | Chine              | 2014           |
| Natalia Yurchenko               | Union soviétique   | 2014           |
| Albert Azaryan                  | Arménie            | 2013           |
| Gina Gogean                     | Roumanie           | 2013           |
| Zoltan Magyar                   | Hongrie            | 2012           |
| Kim Zmeskal                     | États-Unis         | 2012           |
| Natalia Shaposhnikova           | Union soviétique   | 2012           |
| Lavinia Miloşovici              | Roumanie           | 2011           |
| Alexander Tkatchev              | Russie             | 2011           |
| Leonid Arkaiev (en)             | Russie             | 2011           |
| Steffi Kraeker                  | Allemagne          | 2011           |
| Henrietta Ónodi                 | Hongrie            | 2010           |
| Yuri Korolev                    | Russie             | 2010           |
| Mikhail Voronin                 | Russie             | 2010           |
| Octavian Belu                   | Roumanie           | 2009           |
| Viktor Chukarin                 | Ukraine            | 2009           |
| Dominique Dawes                 | États-Unis         | 2009           |
| Elvira Saadi                    | Ouzbékistan        | 2009           |
| Vitaly Scherbo                  | Biélorussie        | 2009           |
| Stoyan Deltchev                 | Bulgarie           | 2008           |
| Lilia Podkopayeva               | Ukraine            | 2008           |
| Shuji Tsurumi                   | Japon              | 2008           |
| Ma Yanhong                      | Chine              | 2008           |
| Simona Amanar                   | Roumanie           | 2007           |
| Yelena Davydova                 | Union soviétique   | 2007           |
| Eberhard Gienger                | Allemagne          | 2007           |
| Shigeru Kasamatsu               | Japon              | 2007           |
| Vladimir Artemov                | Union soviétique   | 2006           |
| Eizo Kenmotsu                   | Japon              | 2006           |
| Natalia Kuchinskaya             | Union soviétique   | 2006           |
| Shannon Miller                  | États-Unis         | 2006           |
| Svetlana Boginskaya             | Union soviétique   | 2005           |
| Valeri Liukin                   | Union soviétique   | 2005           |
| Akinori Nakayama                | Japon              | 2005           |
| Erika Zuchold                   | Allemagne de l'Est | 2005           |
| Alexander Dityatin              | Union soviétique   | 2004           |
| Takuji Hayata                   | Japon              | 2004           |
| Helena Rakoczy                  | Pologne            | 2004           |
| Heikki Savolainen               | Finlande           | 2004           |
| Yelena Shushunova               | Union soviétique   | 2004           |
| Max Bangerter (en)              | Suisse             | 2003           |
| Dmitry Bilozerchev              | Union soviétique   | 2003           |
| Karin Janz                      | Allemagne de l'Est | 2003           |
| Franco Menichelli               | Italie             | 2003           |
| Kurt Thomas                     | États-Unis         | 2003           |
| Polina Astakhova                | Union soviétique   | 2002           |
| Keiko Tanaka Ikeda              | Japon              | 2002           |
| Ágnes Keleti                    | Hongrie            | 2002           |
| Boris Shakhlin                  | Union soviétique   | 2002           |
| Daniela Silivaş                 | Roumanie           | 2002           |
| Berthe Villancher               | France             | 2002           |
| Nikolai Andrianov               | Union soviétique   | 2001           |
| Lyubov Burda                    | Union soviétique   | 2001           |
| Bruno Grandi                    | Italie             | 2001           |
| Sawao Kato                      | Japon              | 2001           |
| William Thoresson               | Suède              | 2001           |
| Teodora Ungureanu               | Roumanie           | 2001           |
| Maxi Gnauck                     | Allemagne de l'Est | 2000           |
| Li Ning                         | Chine              | 2000           |
| Ecaterina Szabo (Katalin Szabó) | Roumanie           | 2000           |
| Haruhiro Yamashita              | Japon              | 2000           |
| Frank Bare (en)                 | États-Unis         | 1999           |
| Miroslav Cerar                  | Slovénie           | 1999           |
| Yukio Endo                      | Japon              | 1999           |
| Nellie Kim                      | Union soviétique   | 1999           |
| Eugen Mack                      | Suisse             | 1999           |
| Yuri Titov                      | Union soviétique   | 1999           |
| Věra Čáslavská                  | Tchécoslovaquie    | 1998           |
| Savino Guglielmetti             | Italie             | 1998           |
| Larissa Latynina                | Union soviétique   | 1998           |
| Takashi Ono                     | Japon              | 1998           |
| Cathy Rigby                     | États-Unis         | 1998           |
| Ludmilla Tourischeva            | Union soviétique   | 1998           |
| Peter Vidmar                    | États-Unis         | 1998           |
| Bart Conner                     | États-Unis         | 1997           |
| Arthur Gander                   | Suisse             | 1997           |
| Jack Gunthard                   | Suisse             | 1997           |
| Béla Károlyi                    | Roumanie           | 1997           |
| Mary Lou Retton                 | États-Unis         | 1997           |
| Leon Štukelj                    | Slovénie           | 1997           |
| Masao Takemoto                  | Japon              | 1997           |
| Nadia Comăneci                  | Roumanie           | 1993           |
| Olga Korbut                     | Union soviétique   | 1988           |